# Тићан
Тићан (хрв. Tićan) је насељено место у општини Вишњан, Истарска жупанија, Хрватска.

## Историја
До територијалне реорганизације у Хрватској био је у саставу старе општине Пореч. Као самостално насеље Тићан постоји од пописа 2011. године. Настао је издвајањем дела насеља Вишњан.

## Становништво
У попису становништва из 2011. године, Тићан је имао 16 становника.

## Галерија
- поглед на брдо са опсерваторијом
- опсерваторија ноћу
- раскрсница
- Шуманова антена у опсерваторији